# Ściana naprzeciw Okrętu

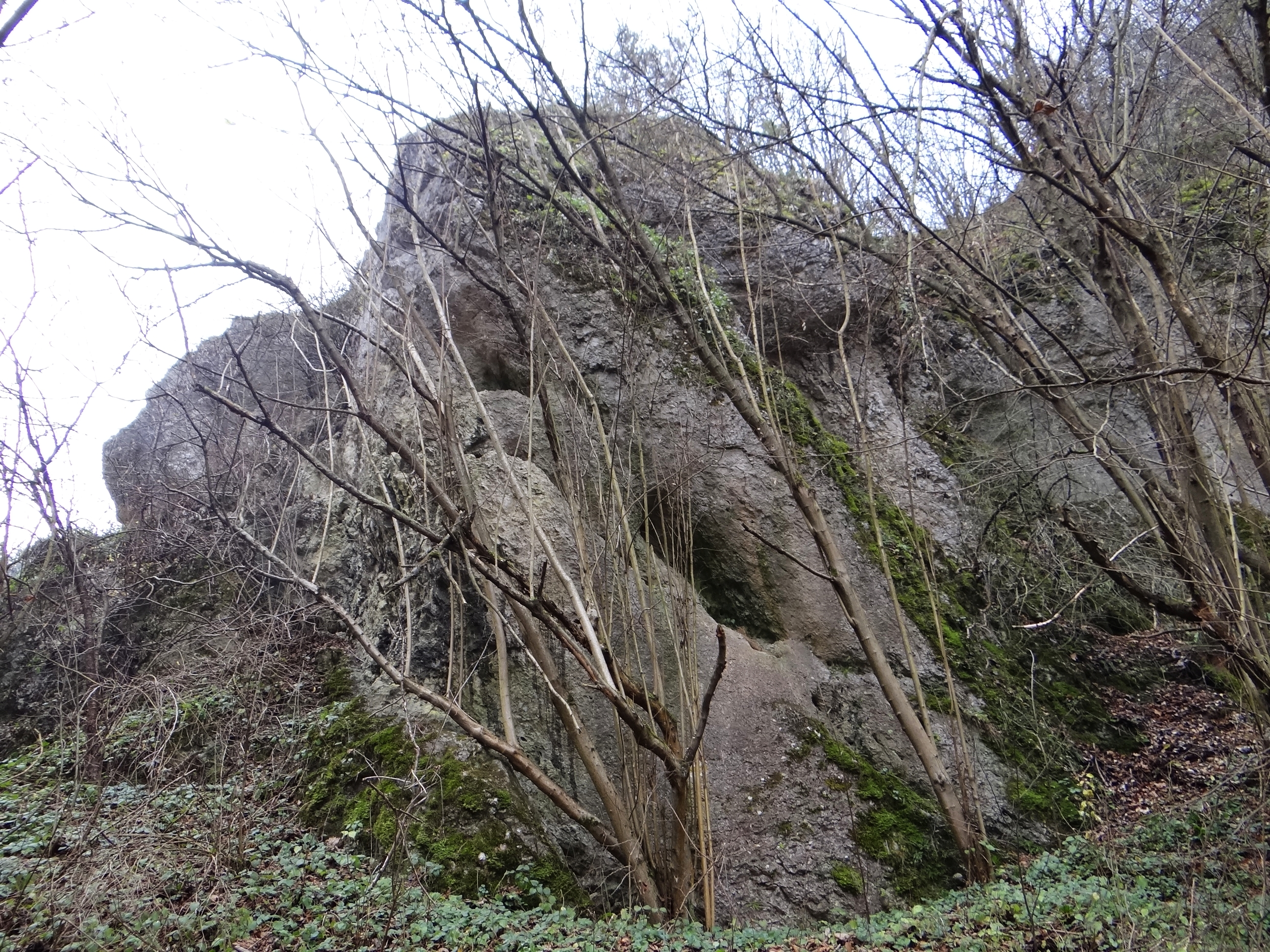

Ściana naprzeciw Okrętu – skała w Dolinie Kobylańskiej na Wyżynie Olkuskiej, w miejscowości Kobylany, w gminie Zabierzów, powiecie krakowskim, województwie małopolskim. Znajduje się w lesie, w środkowej części doliny, w jej orograficznie prawych zboczach, naprzeciwko Okrętu. W internetowym portalu wspinaczkowym opisana jest jako Mur pod Okrętem I i Mur pod Okrętem II.
Jest to niewielka skała znajdująca się zaraz przy dnie doliny, u podnóży prawych jej zboczy. Zbudowana z wapieni skała ma wysokość 10 m. Jest obiektem wspinaczki skalnej. Jej filarem prowadzi 10 dróg wspinaczkowych o trudności od IV do VI.2 w skali Kurtyki. Część z nich ma zamontowane stałe punkty asekuracyjne: ringi (r), stanowisko zjazdowe (st) lub dwa ringi zjazdowe (drz).

## Drogi wspinaczkowe
Mur pod Okrętem I
1. Lewy Burda-Drabik; VI.2, 4r + drz, 10 m
2. Prawy Burda-Drabik; VI.1, 4r + drz, 10 m
3. Lewy lewy komin; VI, 4r + st, 10 m
4. Prawy lewy komin; VI.1+, 3r + st, 10 m
5. Abordaż; VI.1+, 4r + st, 10 m
6. Herbaciany kliper; VI.1+, 3r + st, 10 m

Mur pod Okrętem II
1. Środkowy komin; IV, 9 m
2. Filarek; VI.1+, 9 m
3. Prawy komin; IV+, 9 m
4. Filarek Myszkowskiego; VI.1+, 19 m[2].